# Scirtothrips ewarti
Scirtothrips ewarti är en insektsart som beskrevs av Bailey 1964. Scirtothrips ewarti ingår i släktet Scirtothrips och familjen smaltripsar. Inga underarter finns listade i Catalogue of Life.